# Osservatorio astrofisico della Crimea
L'osservatorio astrofisico della Crimea (in ucraino Кримська астрофізична обсерваторія?, Krims'ka astrofizyčna observatorija; in russo Крымская астрофизическая обсерватория?, Krymskaja astrofizičeskaja observatorija) è un osservatorio astronomico situato nel comune di Naučnyj a 600 m s.l.m., non lontano dalla storica città di Bachčisaraj. Il suo codice MPC è 095 Crimea-Nauchnij.
Il Minor Planet Center gli accredita le scoperte di quattordici asteroidi effettuate tra il 1966 e il 2001.

## Storia
L'osservatorio nasce dopo la seconda guerra mondiale quando l'allora governo sovietico decise, oltre alla ricostruzione dell'osservatorio di Simeiz, un suo ampliamento con un nuovo osservatorio più a nord con migliori condizioni per le osservazioni. Attualmente l'osservatorio di Simeiz funziona come struttura secondaria dell'osservatorio astrofisico di Crimea.
| 2094 Magnitka       | 12 ottobre 1971   |
| 2163 Korczak        | 16 settembre 1971 |
| 2170 Byelorussia    | 16 settembre 1971 |
| 2406 Orelskaya      | 20 agosto 1966    |
| 4426 Roerich        | 15 ottobre 1969   |
| 2698 Azerbajdzhan   | 11 ottobre 1971   |
| 2949 Kaverznev      | 9 agosto 1970     |
| 4004 List'ev        | 16 settembre 1971 |
| 4466 Abai           | 23 settembre 1971 |
| 4916 Brumberg       | 10 agosto 1970    |
| 4917 Yurilvovia     | 28 settembre 1973 |
| 5706 Finkelstein    | 23 settembre 1971 |
| 18284 Tsereteli     | 10 agosto 1970    |
| 109573 Mishasmirnov | 20 agosto 2001    |

## Direttori dell'osservatorio
- 1945-1952: come primo direttore del nuovo osservatorio fu nominato Grigorij Abramovič Šajn, che mantenne la carica fino al 1952.
- 1952-1987: il direttore fu Andrej Severnyj.
- 1987–2005: Nikolai Steshenko.[5][6]
- 2005–presente: Alla Rostopchina-Shakhovskaya (Romanova).[7][8]